# John Gulager
 (mai 2015).
Si vous disposez d'ouvrages ou d'articles de référence ou si vous connaissez des sites web de qualité traitant du thème abordé ici, merci de compléter l'article en donnant les références utiles à sa vérifiabilité et en les liant à la section « Notes et références ».
John Gulager est un acteur et réalisateur américain né le 9 décembre 1957 à New York. Il est le fils de l'acteur Clu Gulager et de l'actrice Miriam Byrd Nethery.

## Filmographie

### Réalisateur
- 2005 : Feast
- 2008 : Feast 2: No Limit (Feast II: Sloppy Seconds)
- 2009 : Feast 3: The Happy Finish
- 2012 : Piranha 2 3D (Piranha 3DD)
- 2013 : Zombie Night (TV)
- 2018 : Children of the Corn: Runaway